# Матисио, Эми
Эми Матисио (англ. Amy Matysio) — канадская актриса театра, кино и телевидения Наиболее известна по ролям в фильмах Лоуэлл Дина — «Волк-полицейский», «Ещё один волк-полицейский» и «Суперсеть».

## Фильмография
| Год  |   | Русское название          | Оригинальное название | Роль               |
| ---- | - | ------------------------- | --------------------- | ------------------ |
| 2001 | ф | Грехи отца                | The Unsaid            | девушка            |
| 2005 | ф | Просто друзья             | Just Friends          | Дарла              |
| 2006 | ф | Враги                     | Android Apocalypse    | Рэйчел             |
| 2008 | ф | Лунатизм                  | Sleepwalking          | Шэрон              |
| 2009 | ф | «Кадиллак» Долана         | Dolan's Cadillac      | Эми                |
| 2010 | ф | Колыбельная для Пи        | Lullaby for Pi        | Мэри               |
| 2012 | с | Одинокий белый Спенни     | Single White Spenny   | Челси              |
| 2013 | ф | В плену у космоса         | Stranded              | доктор Ава Кэмерон |
| 2014 | ф | Волк-полицейский          | WolfCop               | Тина Уолш          |
| 2015 | с | Копы-новобранцы           | Rookie Blue           | Лора               |
| 2017 | с | Расследование Мёрдока     | Murdoch Mysteries     | Минни Хоббинс      |
| 2017 | с | Тёмная материя            | Dark Matter           | лейтенант Вара     |
| 2017 | ф | Ещё один волк-полицейский | Another WolfCop       | Тина Уолш          |
| 2018 | ф | Суперсеть                 | SuperGrid             | Спаннер            |
| 2021 | с | Хадсон и Рекс             | Hudson & Rex          | Дина Бретвейт      |

## Награды и номинации
| Год  | Награда               | Категория                     | Фильм                 | Результат |
| ---- | --------------------- | ----------------------------- | --------------------- | --------- |
| 2012 | Canadian Comedy Award | Лучшая женская роль в сериале | Одинокий белый Спенни | Номинация |